# Nisete Sampaio
Nisete de Araújo Sampaio (Belém do Pará, 5 de fevereiro de 1938) é uma artista plástica contemporânea abstrato expressionista.[carece de fontes?]
Destaca-se ainda por sua participação em grandes movimentos sociais como a passeata dos cem mil.
Biografia
A artista deixou a cidade onde nasceu em Belém do Pará e se mudou para o Rio de Janeiro.
Neste novo ambiente Nisete mergulhou na filosofia, nas artes e na política em um momento muito importante da história do seu país.[carece de fontes?] Este período marcou a vida e a carreira desta artista. Sua carreira se desenvolveu em várias direções, das instalações nos anos 70, passando por delicados bicos de pena até a volta à pintura nos anos 80.[carece de fontes?]

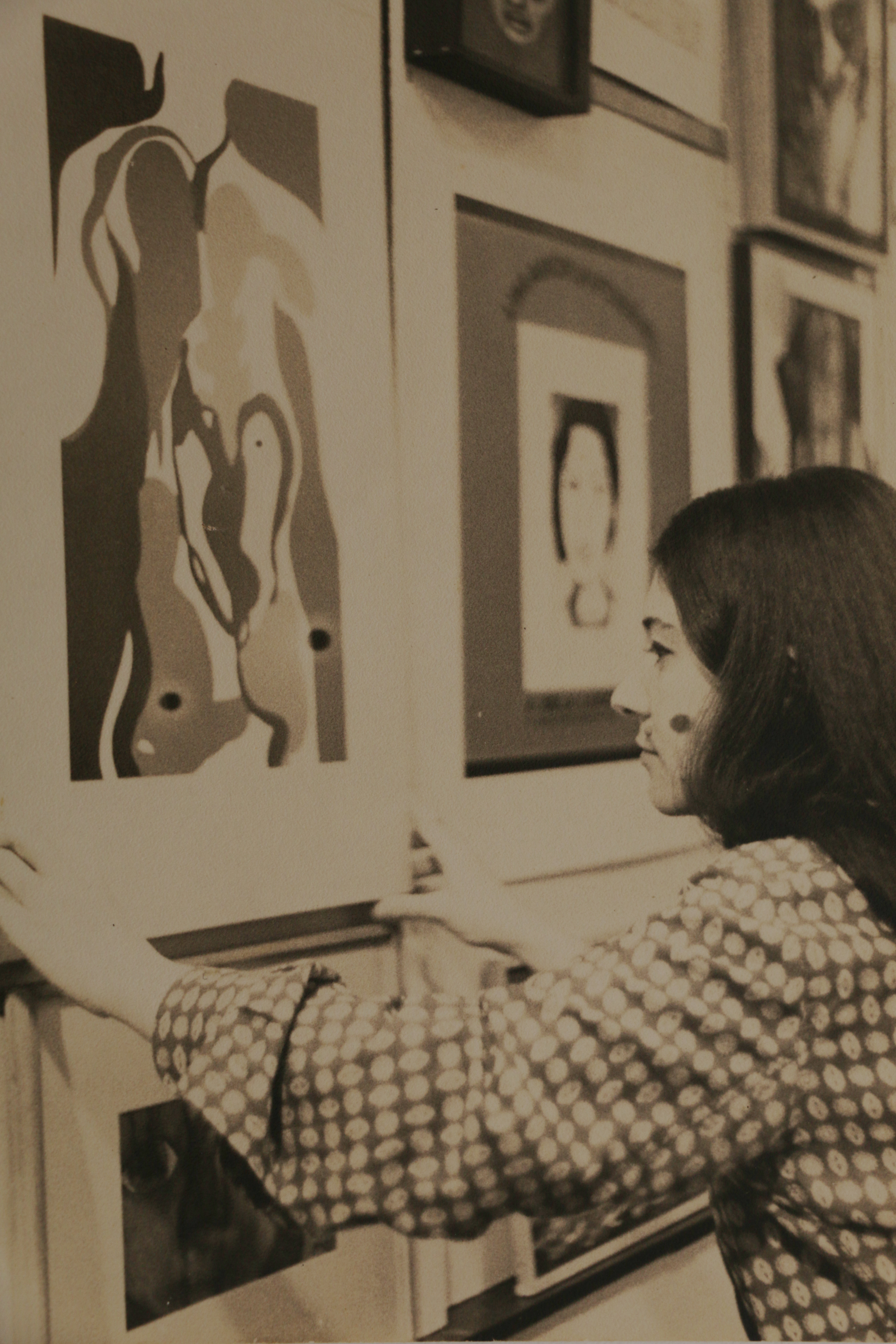
Nisete Sampaio na década 1960 em uma de suas primeiras exposições

A arte nunca foi o seu único interesse - com sua capacidade de unir pessoas, ela vem promovendo causas sociais que sempre se expressam através da arte. Da proteção ao legado dos povos indígenas à campanha "Arte contra a Fome", Nisete usa a sua energia e a mesma paixão com que pinta para promover seus ideais.[carece de fontes?]
Embora a arte tenha sempre alinhavado os projetos sociais, sua busca artística se concentrou no terreno do expressionismo e se manteve sempre independente.[carece de fontes?]
Após um longo período no qual ela se tornou uma mestra do desenho, Nisete explodiu em cores quando a ordem democrática foi restabelecida no país. Desde então a pintura tem sido a atividade que Nisete desempenha com determinação.
O delicado toque dos anos de desenho ainda se encontra nos brancos que flutuam na tela e nos etéreos matizes de algumas obras. Mas é na expressividade contundente e nua das cores que sua pintura encontra sua melhor forma.[carece de fontes?]

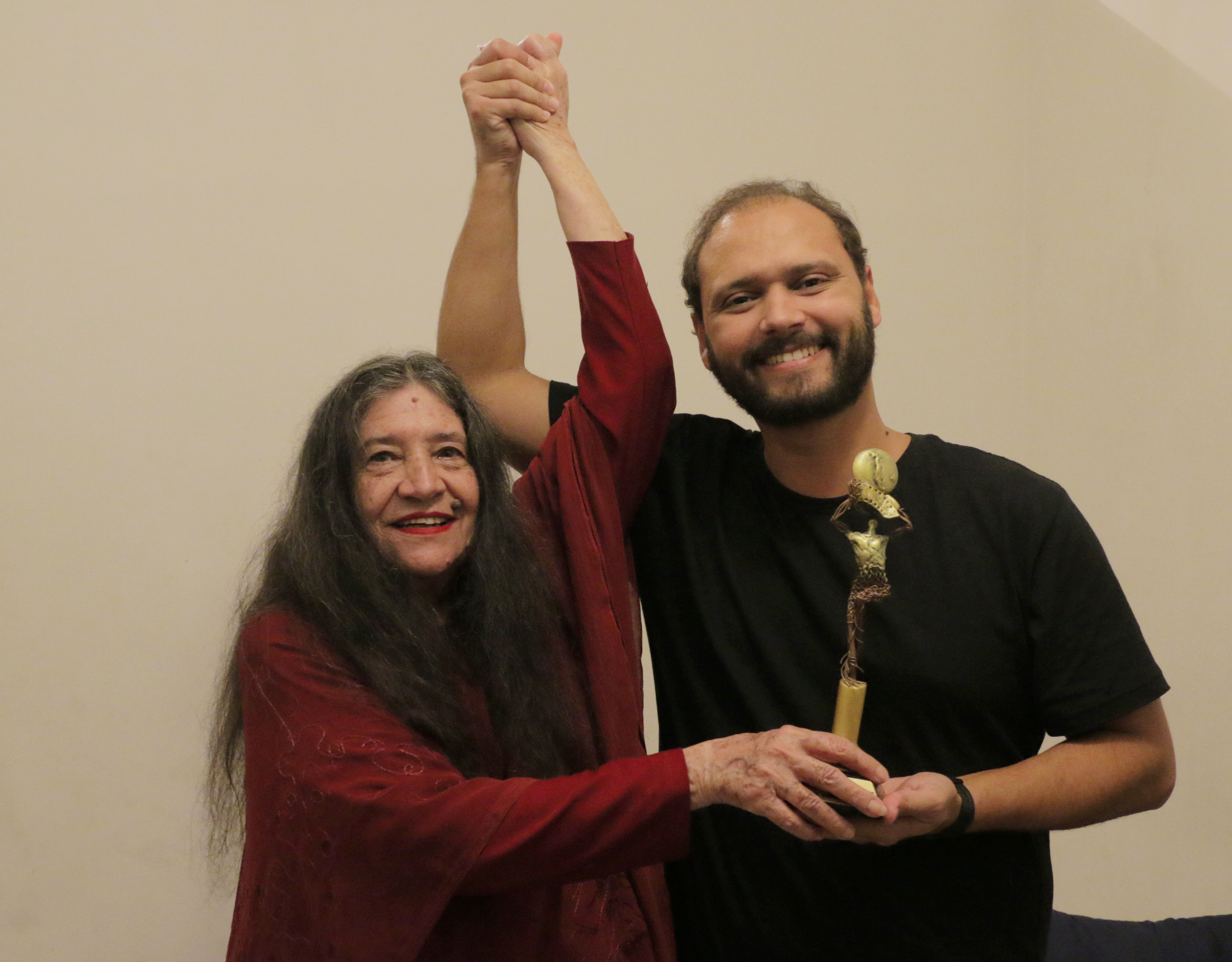
Nisete Sampaio com o cineasta Thiago Prado recebendo o prêmio de melhor documentário em curta-metragem por "Olhar Nisete Sampaio" no South Film and Arts Academy Festival.

Em 2016, foi realizado pelo cineasta Thiago Prado um filme sobre a artista. "Olhar Nisete Sampaio" (Nisete Sampaio: her view) foi vencedor do prêmio de Melhor Documentário em Curta-Metragem no South Film and Arts Academy Festival (Chile, 2017) e do prêmio de Mérito no Docs Without Borders Film Festival (EUA, 2017), além de participar no mesmo ano da seleção oficial do Bogoshorts Film Market (Colômbia), Impact Doc Awards (EUA) e do Festivou em 2020 (Brasil).